# Wołodymyr Zełenski
Wołodymyr Ołeksandrowycz Zełenski (ukr. Володимир Олександрович Зеленський; ur. 25 stycznia 1978 w Krzywym Rogu) – ukraiński polityk, satyryk, aktor, scenarzysta, prezenter telewizyjny, producent filmowy i przedsiębiorca, z wykształcenia prawnik. Od 2019 prezydent Ukrainy.
W lutym 2022 doszło do inwazji Rosji na Ukrainę; postawa prezydenta Wołodymyra Zełenskiego w czasie tej inwazji przyniosła mu międzynarodowe uznanie. Przez zagranicznych komentatorów został wówczas określony jako mąż stanu i bohater narodowy. Człowiek Roku tygodnika „Time” w 2022.

## Życiorys

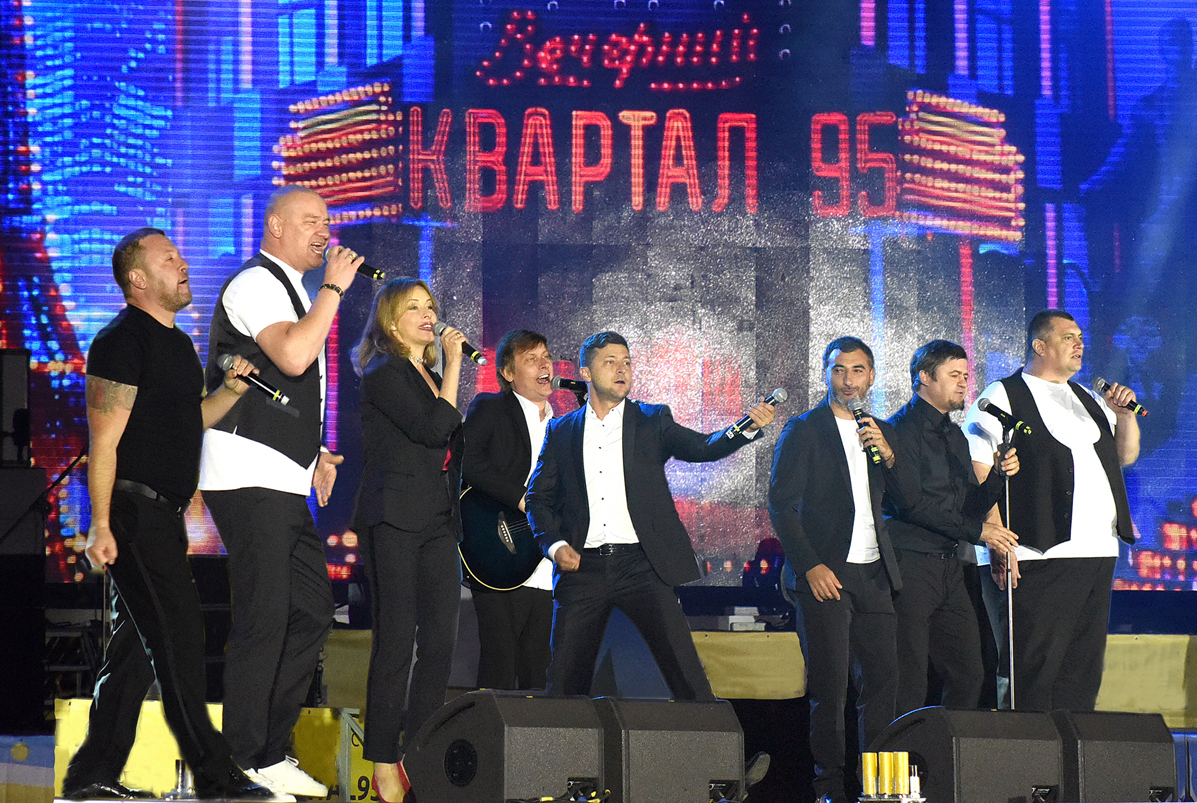
Wołodymyr Zełenski podczas występu grupy Studio „Kwartał 95”” (2018)

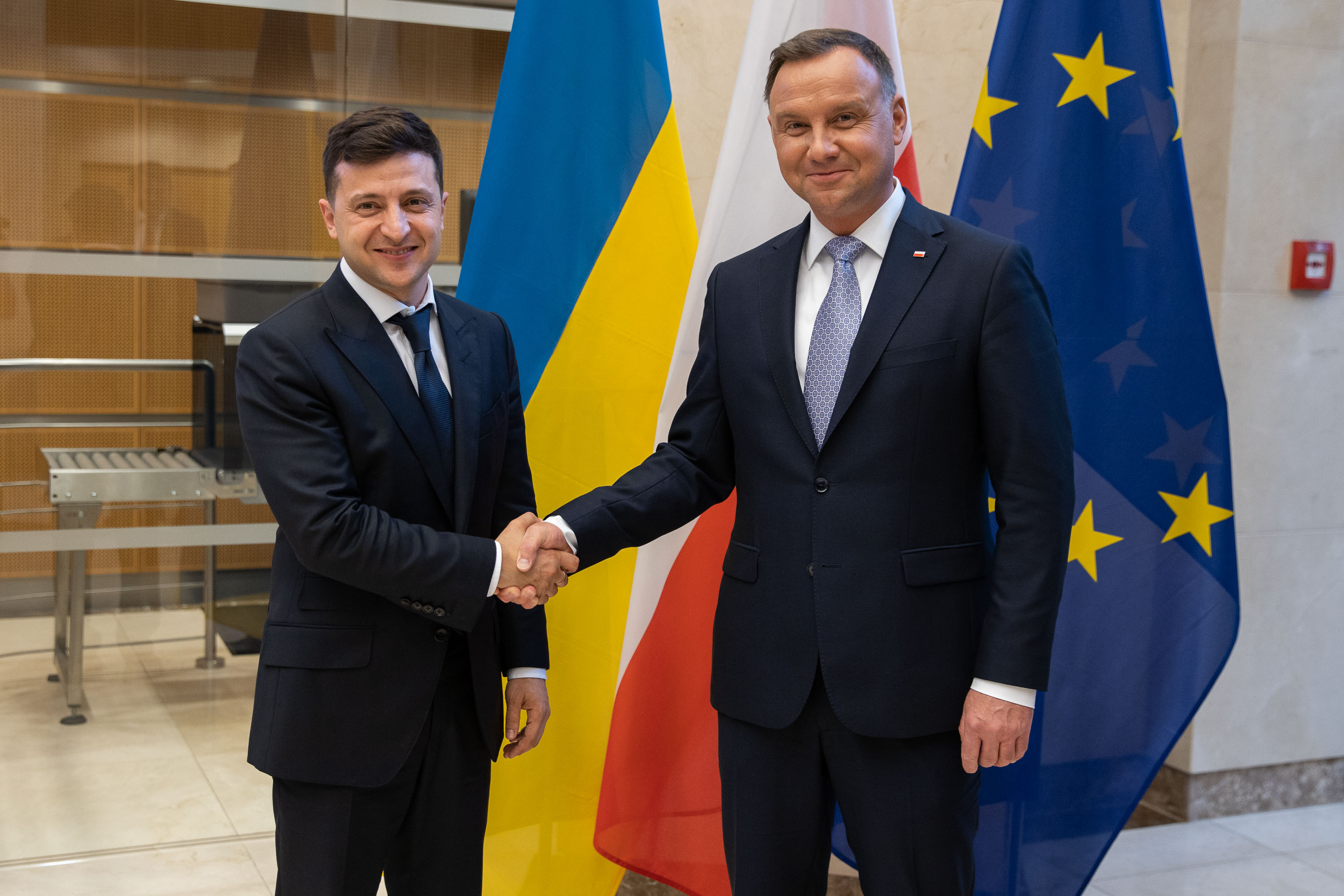
Wołodymyr Zełenski i Andrzej Duda (2019)

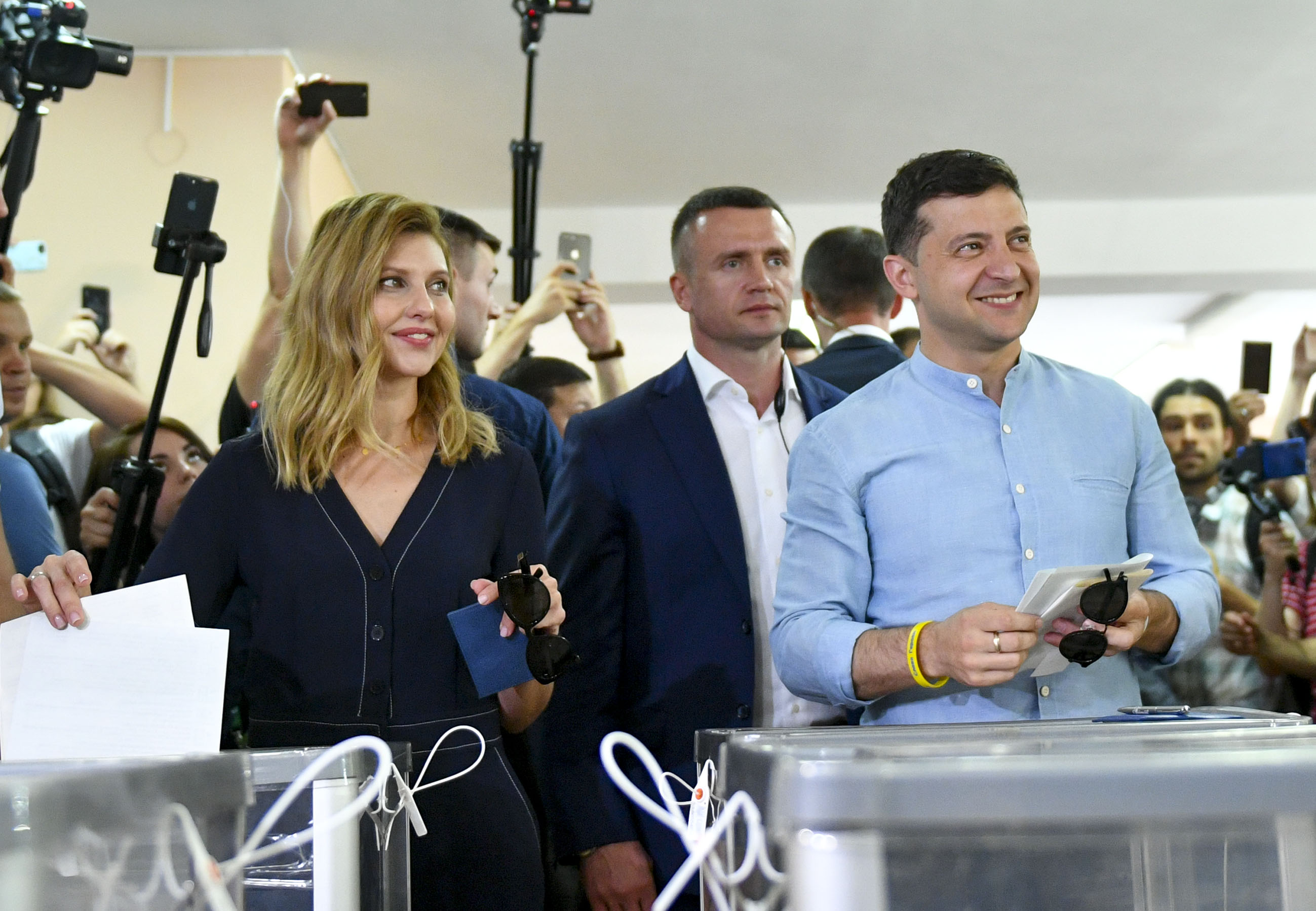
Wołodymyr Zełenski z żoną podczas wyborów parlamentarnych (2019)

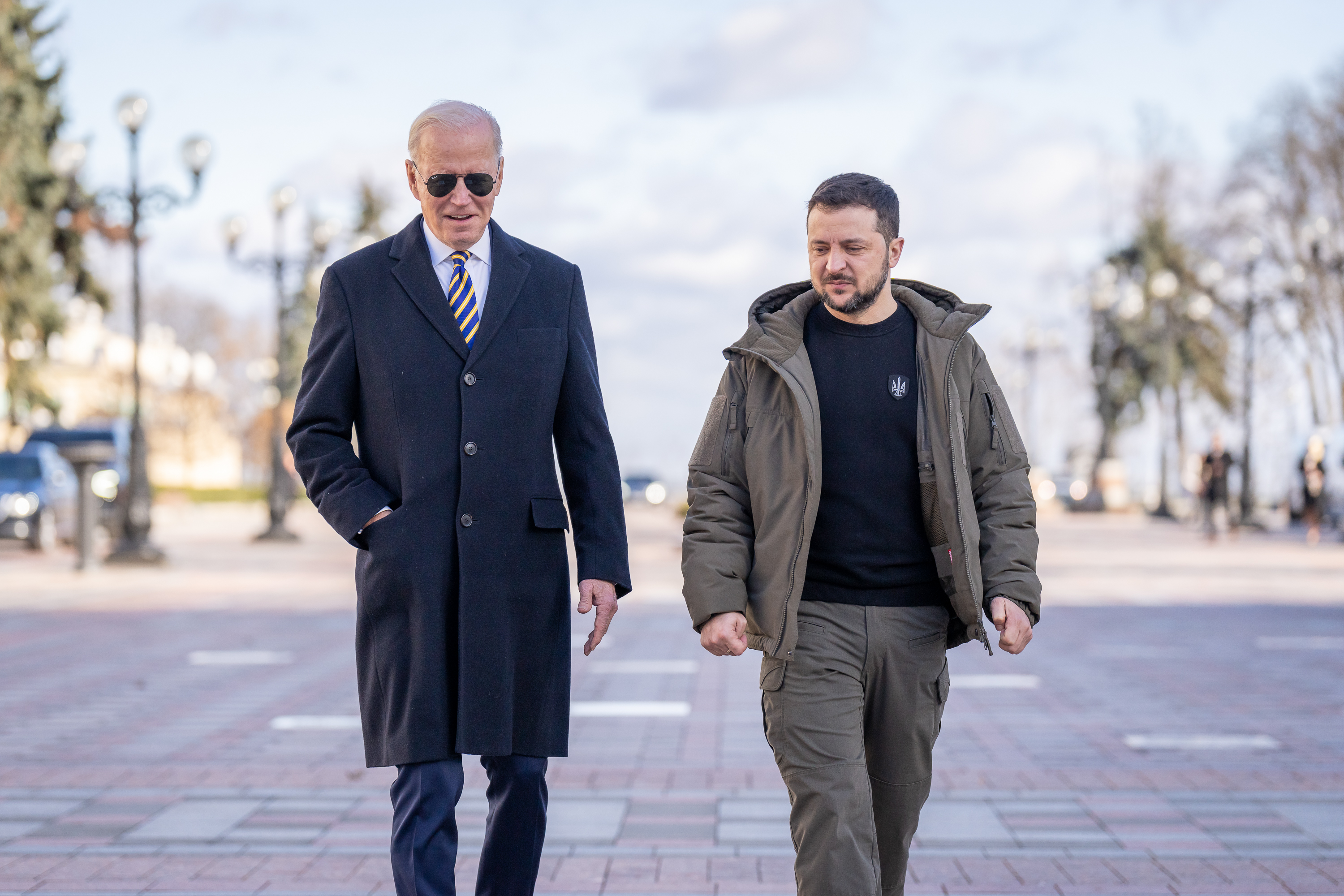
Wołodymyr Zełenski i Joe Biden (2023)

### Pochodzenie i wykształcenie
Urodził się w Krzywym Rogu w rodzinie ukraińskich Żydów. Jego ojciec Ołeksandr był profesorem i specjalistą w zakresie cybernetyki. Wołodymyr Zełenski w dzieciństwie przez kilka lat mieszkał w mieście Erdenet w Mongolii, gdzie wówczas pracował jego ojciec. W późniejszych latach kształcił się w gimnazjum numer 95 w rodzinnej miejscowości. Ukończył studia prawnicze w Krzyworoskim Instytucie Ekonomicznym (filii Kijowskiego Narodowego Uniwersytetu Ekonomicznego), nie podjął pracy w zawodzie prawniczym. W międzyczasie zainteresował się aktorstwem, grał w amatorskich przedstawieniach teatralnych.

### Działalność zawodowa
W połowie lat 90. dołączył do lokalnej grupy kabaretowej, biorącej udział w pojedynkach w ramach KWN (popularnym w krajach byłego ZSRR współzawodnictwie kabaretowym). Został następnie zaproszony do zespołu „Zaporiżżia – Krywyj Rih – Tranzyt”. W 1997 wraz z kilkorgiem innych aktorów współtworzył i przewodniczył grupie „95-j kwartał”, dla której pisał większość skeczów. W latach 1998–2003 grupa brała udział w najwyższych rangą zawodach ukraińskiej KWN i występowała w państwach rosyjskojęzycznych. W 2003 pomiędzy grupą a firmą AMiK doszło do konfliktu, w wyniku którego zaproponowano satyrykowi porzucenie zespołu i dalsze indywidualne występy w KWN; Wołodymyr Zełenski jednak odmówił.
Pod koniec 2003 został współwłaścicielem przedsiębiorstwa producenckiego Studio „Kwartał 95”, które współpracowało z telewizją 1+1 przy projekcie związanym z wydaniem ich show. Był pomysłodawcą, dyrektorem i prezenterem programu telewizyjnego Weczirnij kwartał na kanale Inter, prowadził też program kulinarny. Weczirnij kwartał zyskał znaczącą popularność wśród widzów, a jego studio producenckie realizowało kolejne programy telewizyjne. Sam pisał również scenariusze programów telewizyjnych.
W 2006 wraz z partnerką Ołeną Szoptenko zwyciężył w pierwszej edycji programu tanecznego Tanci z zirkamy. Finał programu zgromadził ponad 87% całej widowni kanałów ukraińskich, a wygrana zapewniła mu wzrost popularności. W latach 2010–2012 wchodził w skład zarządu telewizji Inter, pełniąc też funkcję głównego producenta. Jako aktor występował w rosyjskojęzycznych komediach romantycznych, takich jak trzyczęściowy film Miłość w wielkim mieście (2009, 2010, 2014), 8 pierwszych randek (2012) czy 8 nowych randek (2015). Użyczył głosu tytułowemu misiowi w filmach Paddington (2014) oraz Paddington 2 (2017).
W 2015 został gwiazdą satyrycznego serialu telewizyjnego Słuha narodu, w którym wcielił się w postać Wasyla Petrowycza Hołoborod’ki, nauczyciela historii, który w wyniku zbiegu okoliczności objął urząd prezydenta Ukrainy. Program emitowała telewizja należąca do Ihora Kołomojskiego, oligarchy będącego przeciwnikiem politycznym Petra Poroszenki.

### Działalność polityczna
W grudniu 2017 jego współpracownicy wystąpili o rejestrację partii politycznej o takiej samej nazwie jak serial Słuha narodu. W 2018 Wołodymyr Zełenski zaczął pojawiać się w sondażach prezydenckich, odnotowując rosnące poparcie. 31 grudnia 2018 oficjalnie zapowiedział swój start w wyborach prezydenckich zaplanowanych na marzec 2019, dokonując następnie rejestracji swojej kandydatury.
W pierwszej turze głosowania, która odbyła się 31 marca 2019, Wołodymyr Zełenski uzyskał 30,2% głosów, zajmując tym samym pierwsze miejsce i przechodząc do drugiej tury z ubiegającym się o reelekcję Petrem Poroszenką. W drugiej turze z 21 kwietnia 2019 otrzymał 73,2% głosów, wygrywając wybory prezydenckie.
Urząd prezydenta objął po zaprzysiężeniu 20 maja 2019, jeszcze tego samego dnia ogłosił rozwiązanie parlamentu. W przedterminowych wyborach z 21 lipca 2019 związana z nim partia Sługa Ludu uzyskała większość bezwzględną w parlamencie. Pozwoliło to powołać wspierający prezydenta rząd, którego premierem został Ołeksij Honczaruk, którego po kilku miesiącach zastąpił Denys Szmyhal. Jako prezydent deklarował działania na rzecz członkostwa Ukrainy w NATO i Unii Europejskiej, które zintensyfikował zwłaszcza w obliczu militarnego zagrożenia ze strony Rosji.
W trakcie jego prezydentury wiosną 2021 Rosja zaczęła znacząco zwiększać liczbę swoich żołnierzy i sprzętu wojskowego w pobliżu granicy z Ukrainą. 24 lutego 2022 wojska rosyjskie na rozkaz prezydenta Władimira Putina rozpoczęły inwazję na Ukrainę. Ukraiński prezydent tego samego dnia ogłosił wprowadzenie stanu wojennego i powszechną mobilizację. Dwa dni później Wołodymyr Zełenski odmówił skorzystania z amerykańskiej propozycji ewakuowania się z Kijowa. Jego postawa i przywództwo w trakcie rosyjskiej inwazji przyniosły mu międzynarodową rozpoznawalność i uznanie, zagraniczni komentatorzy określili go mianem męża stanu i narodowego bohatera. W trakcie inwazji przyjmował w Kijowie przywódców państw i rządów, organizacji międzynarodowych i UE, w tym 20 lutego 2023 prezydenta Stanów Zjednoczonych Joe Bidena.
Pięcioletnia kadencja prezydenta upłynęła formalnie w maju 2024. Przeprowadzenie nowych wyborów prezydenckich na Ukrainie było jednak niemożliwe z uwagi na rosyjską inwazję; ukraińskie prawo wyłączało ich przeprowadzanie w okresie obowiązywania stanu wojennego lub wyjątkowego.

## Życie prywatne
6 września 2003 zawarł związek małżeński z Ołeną z domu Kyjaszko. Para uczęszczała do równoległych klas tej samej szkoły, znajomość nawiązali jednak dopiero na studiach, gdy Ołena Kyjaszko zajmowała się pisaniem tekstów do grupy kabaretowej „95-j kwartał”. Mają dwoje dzieci: córkę Ołeksandrę (ur. 2004) i syna Kiryłła (ur. 2013).
Posługiwał się językiem rosyjskim jako językiem ojczystym. Później zaczął uczyć się i posługiwać językiem ukraińskim; po wyborze na prezydenta zadeklarował dalszą naukę tego języka. Pierwszą ukraińskojęzyczną produkcję filmową z jego udziałem zaczęto kręcić w 2017.
Przed wyborami prezydenckimi w 2019 niektóre media zaczęły szerzej interesować się żydowskim pochodzeniem jego rodziców. Wołodymyr Zełenski odmawiał komentowania tych kwestii, twierdząc, że to jego prywatna sprawa. W trakcie prezydentury w przeciwieństwie do poprzedników nie uczestniczył w uroczystościach o charakterze religijnym, również w swoich przemówieniach nie przywoływał odniesień religijnych. Po rozpoczęciu w 2022 przez Rosję inwazji na Ukrainę zaczął publicznie przywoływać swoje żydowskie pochodzenie, śmierć kilku krewnych podczas Holokaustu oraz swoich krewnych walczących z Niemcami w trakcie II wojny światowej (w tym dziadka, weterana Armii Czerwonej, odznaczonego dwukrotnie Orderem Czerwonej Gwiazdy). Stało się to argumentem przeciwko rosyjskiej propagandzie o „nazizmie” i „banderyzmie” ukraińskiego prezydenta i jego rządu. Odwołania te pojawiały się także celem nakłonienia liderów środowisk żydowskich do poparcia Ukrainy.

## Odznaczenia i wyróżnienia
Ordery i odznaczenia
- Krzyż Wielki z Łańcuchem Orderu Lwa Białego (2022, Czechy)[47][48][49]
- Wielki Krzyż ze Złotym Łańcuchem Orderu Witolda Wielkiego (2022, Litwa)[50]
- Order Westharda (2022, Łotwa)[51]
- Order Orła Białego (2022, Polska)[52]
- Krzyż Zasługi I klasy MSZ (2022, Estonia)[53]
- Krzyż Wielki Orderu Narodowego Legii Honorowej (2023, Francja)[54]
- Wielki Łańcuch Orderu Wolności (2023, Portugalia)[55]
- Order Podwójnego Białego Krzyża I klasy (2024, Słowacja)[56]
- Łańcuch Krzyża Wielkiego Orderu Białej Róży Finlandii (2025, Finlandia)[57]
- Medal Rady Bałtyckiej (2023)[58]

Nagrody i wyróżnienia
- Nagroda Orła Jana Karskiego – edycja specjalna (2022)[59]
- Człowiek Roku tygodnika „Time” (2022)[8]
- Philadelphia Liberty Medal (2022)[60]
- Nagroda Karola Wielkiego (2023)[61]
- Tytuł Człowieka Roku tygodnika „Wprost” (2023)[62]